# Вице-президент Югославии
Вице-президент Социалистической Федеративной Республики Югославии (СФРЮ) (серб. и черног. Подпредседник Југославије, босн. Potpredsjednik Jugoslavije, хорв. Podpredsjednik Jugoslavije, словен. Podpredsednik Jugoslavije, макед. Заменик-претседателот на Југославија) – государственная должность в СФРЮ, существовавшая с апреля 1963 по июнь 1967 года. Учреждена Конституцией Югославии, принятой 7 апреля 1963 года. Вице-президент Югославии избирался Скупщиной СФРЮ вместе с президентом Югославии на 4 года, и замещал президента в случае его отставки, болезни или смерти.

## История должности
Первым вице-президентом Югославии стал Александр Ранкович, который вступил в должность 30 июня 1963 года. Однако 1 июля 1966 года он был вынужден досрочно уйти в отставку из-за скандала с прослушиванием президента Иосип Броз Тито; в установке прослушивающих устройств в кабинете Тито были замешаны югославские спецслужбы, которыми руководил Ранкович. Оставшееся от четырёхлетнего срока Ранковича время должность вице-президента занимал Коча Попович.
26 апреля 1967 года были приняты поправки к Конституции 1963 года, упразднившие должность вице-президента. Она окончательно прекратила своё существование 30 июня 1967 года, после окончания срока Поповича.

## Полномочия
Согласно Конституции 1963 года, вице-президент Югославии имел следующие полномочия:
- представлять Югославию в стране и за рубежом;
- обеспечивать равенство югославских народов и защиту их прав;
- действовать в защиту конституционного строя;
- выступать в качестве заместителя верховного главнокомандующего в мирное время.

В случае отставки, болезни или смерти президента к вице-президенту переходили следующие полномочия:
- осуществление полномочий верховного главнокомандующего, принятие решения о применении армии в мирное и военное время;
- предложение кандидатов на пост председателя Союзного исполнительного веча;
- предложение кандидатур на должность судей Союзного конституционного суда;
- назначение дипломатических представителей;
- присвоение генеральских и адмиральских званий;
- назначение членов Совета обороны;
- осуществление права помилования;
- награждение государственными наградами.

## Список вице-президентов Югославии
| № | Портрет | Имя (Годы жизни)               | Срок полномочий   | Срок полномочий   | Политическая партия        | Республика |
| - | ------- | ------------------------------ | ----------------- | ----------------- | -------------------------- | ---------- |
| 1 |         | Александр Ранкович (1909-1983) | 30 июня 1963 года | 1 июля 1966 года  | Союз коммунистов Югославии | Сербия     |
| 2 |         | Коча Попович (1908-1992)       | 14 июля 1966 года | 30 июня 1967 года | Союз коммунистов Югославии | Сербия     |